# Долішнє Черковиште
Долішнє Черко́виште (болг. Долно Черковище) — село в Хасковській області Болгарії. Входить до складу общини Стамболово.

## Населення
За даними перепису населення 2011 року у селі проживали 215 осіб.
Національний склад населення села:
| Національність   | Кількість осіб | Відсоток |
| ---------------- | -------------- | -------- |
| турки            | 209            | 97,2%    |
| болгари          | 6              | 2,8%     |
| цигани           | 0              | 0%       |
| інша             | 0              | 0%       |
| не визначились   | 0              | 0%       |
| Всього відповіли | 215            |          |

Розподіл населення за віком у 2011 році:
Динаміка населення: